# Абердин (аэропорт)
Аэропо́рт Аберди́на (англ. Aberdeen International Airport, гэльск. Port-adhair Eadar-nàiseanta Obar Dheathain) (ИАТА: ABZ, ИКАО: EGPD) — третий по размеру аэропорт Шотландии, входит в десятку крупнейших аэропортов Великобритании по количеству взлётов-посадок. Аэропорт находится в пригороде Абердина Дайс, около 9 км к северо-западу от центра Абердина. 3.41 млн пассажиров было обслужено в 2007 году, что на 7,9 % больше, чем в 2006.
Оператором аэропорта является BAA, которой он и принадлежит. ВАА является одним из крупнейших владельцев и операторов аэропортов в Великобритании, и в свою очередь принадлежит международному консорциуму, которым управляет испанская Ferrovial Group.
Аэропорт Абердина — хаб bmi regional (подразделения bmi) и Eastern Airways, фокус-аэропорт для Flyglobespan. В аэропорту также расположен гелипорт для офшорных нефтяных компаний Великобритании.
В аэропорту один главный пассажирский терминал, который обслуживает регулярные и чартерные рейсы. Кроме того, есть 3 терминала для вертолетов, они используются Bristow Helicopters, CHC-Scotia и Bond Offshore Helicopters. Есть также небольшой терминал, смежный с главным пассажирским терминалом, Дом Брумфельда, который используется по большей мере для чартерных рейсов для нефтяных компаний к Скатста (Шетландские острова), оператор Flightline.

## История

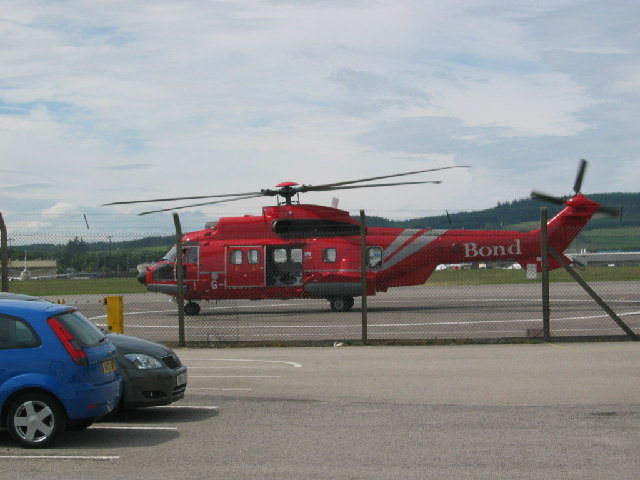
Вертолётная площадка

Аэропорт открылся в 1934 году, он должен был связать северные острова Шотландии с Лондоном. В течение Второй мировой войны лётное поле стало базой Королевских ВВС, во время Битвы за Британию здесь базировались истребители, которые обеспечивали защиту от налётов немецких бомбардировщиков из Норвегии, но главным предназначением аэродрома была разведывательная база, самолёты с которой фотографировали расположение войск противника. Аэропорт был национализирован в 1947 году и передан под управление British Airports Authority (BAA) в 1975.
С открытием в Северном морем нефтяных месторождений появилась потребность в вертолётах, которые связывали нефтяные платформы и Великобританию. Поскольку Абердин стал крупнейшим нефтяным центром в Европе, аэропорт стал самым большим в мире коммерческим гелипортом. Сегодня Абердинский Аэропорт обслуживает более 37 000 взлётов-посадок вертолётов, перевозя ежегодно 468 000 пассажиров. Вертолёты обеспечивают почти половину всех взлётов-посадок в аэропорту Абердина.
До марта 2005 года, самолеты не должны были взлетать и садиться между 22:30 и 06:00 по местному времени в связи с ограничениями по шуму. Муниципалитет отменил этот запрет несмотря на возражения некоторых жителей Дайса, сегодня аэропорт открыт 24 часа в сутки.

## Авиакомпании

### Регулярные рейсы
- Air France
  - оператор HOP!
- Atlantic Airways
- bmi regional
- bmibaby
- British Airways
  - оператор Loganair
- Eastern Airways
- easyJet
- Flybe
  - оператор Loganair
- Flyglobespan
- KLM
  - оператор KLM Cityhopper
- Ryanair
- Scandinavian Airlines System
  - оператор Cimber Air
  - Widerøe
- Lufthansa

### Чартерные операторы
- Air Europa
- Balkan Holidays Airlines
- Flightline (UK)
- Freebird Airlines

## Инфраструктура

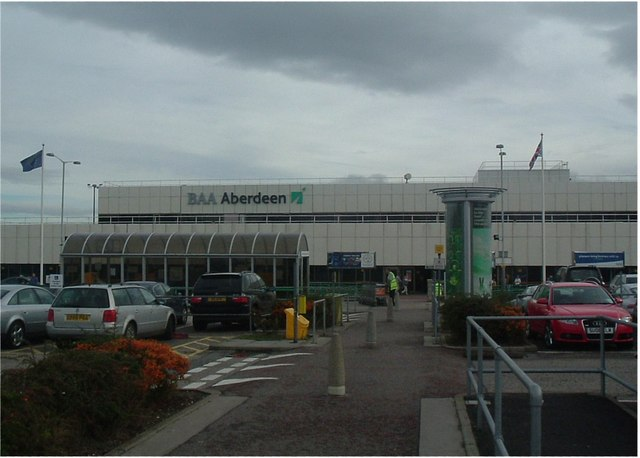
Терминал аэропорта Абердина

В здании терминала аэропорта находятся магазины, кафе и рестораны, детская площадка, прокат автомобилей, пункты обмена валют, служба такси, интернет-кафе.
В аэропорту и рядом с ним находится ряд гостиниц, в том числе Travelodge и Marriott Hotel. Открытие 175-местной гостиницы Hilton Garden Inn анонсировано на осень 2009.

## Инциденты и авиакатастрофы
- 22 июня 2006, Dornier 328 (TF-CSB) авиакомпании City Star Airlines, совершавший рейс из Ставангера, Норвегия, разбился при посадке из-за ошибки при посадке на взлётно-посадочную полосу. На борту находилось 16 пассажиров и 3 членов экипажа, погибших и травмированных не было.
- 24 декабря 2002 Swearingen Metroliner III (OY-BPH) датского оператора North Flying разбился после взлёта из Абердина, рейс предстоял в Ольборг, Дания. Сразу после взлёта правый двигатель самолёта потерял мощность и упал в поле к югу аэропорта. Самолёт вылетел на дорогу и врезался в движущийся автомобиль. Два члена экипажа и водитель автомобиля остались живы, травмы получил только один член экипажа.[5]
- 13 июня 2001 Beechcraft 200 Super King Air (G-BPPM) авиакомпании Gama Aviation разбился при приземлении в аэропорту Абердина. Самолёт скатился со взлётно-посадочной полосы и прошёл ещё 500 м до остановки. Два члена экипажа и 4 пассажира не пострадали.[6]

## Транспорт

### Автомобильные дороги
Аэропорт находится рядом с шоссе A96, которое соединяет Абердин и Инвернесс.

### Автобус
Основными автобусными операторами в аэропорту являются First Aberdeen и Stagecoach Bluebird. Кроме того, рейсы по заказу совершают другие местные операторы.

### Железная дорога
Несмотря на то, что аэропорт находится в непосредственной близости от железнодорожной станции Дайс, станция расположена на противоположной стороне от терминала за взлётно-посадочными полосами. Станция доступна только на такси.
Железная дорога идёт в Инвернесс и Абердин. Железнодорожные операторы из Абердина — First ScotRail, NXEC и Virgin Trains.

## Планы развития
Основным направлением развития аэропорта сегодня является получение разрешения местных властей на увеличение главной взлётно-посадочной полосы Абердинского Аэропорта на 300 м, такое увеличение обеспечит возможность прямых рейсов в США и страны Карибского бассейна. Более короткое продление, на 100 м, даст возможность работать авиакомпаниям на большем количестве европейских направлений.
Против расширения аэропорта выступает оппозиция, главными аргументами которых является изменение климата.